# Eddy Carazas
Eddy Javier Carazas Elías, né le 27 février 1974 à Lima au Pérou, est un footballeur péruvien qui jouait au poste de milieu de terrain.

## Biographie

### Carrière en club
Surnommé El Diablo (« le diable »), Eddy Carazas s'enrôle avec l'Universitario de Deportes en 1996. Il y fait ses débuts en 1re division le 17 mars 1996 lors d'une victoire 1-0 sur le Juan Aurich. Il reste deux saisons à l'Universitario et a l'occasion de jouer la Copa Libertadores 1996 (deux buts en six rencontres).
Il s'expatrie au Mexique (à Tigres UANL) mais revient de nouveau à l'Universitario où il est sacré champion du Pérou en 1998 sous les ordres d'Oswaldo Piazza. En 1999, il repart à l'étranger une deuxième fois, en Argentine, au CA Belgrano où il ne joue que six rencontres. Cependant sa présence au sein de ce dernier club aura des conséquences fâcheuses puisqu'en réclamant une dette de 15 000 pesos argentins, il provoque qu'une juge déclare le CA Belgrano en faillite en 2001.
De retour au Pérou, il joue pour des équipes de 2e division - il est sacré deux fois champion de D2 avec le Deportivo Aviación en 2000 et le Sport Coopsol en 2003 - avec un bref passage par le Sport Boys (en D1) en 2002 et une pige à l'UD Leiria, au Portugal, en 2004. Il met fin à sa carrière en 2006.

### Carrière en équipe nationale
International péruvien, il compte 10 sélections entre 1996 et 1999. 
Il participe avec le Pérou à la Copa América 1997, organisée en Bolivie, où il marque son seul but international face à l'Argentine en quarts de finale (victoire 2-1).

## Palmarès
| Universitario de Deportes - Championnat du Pérou (1) : - Champion : 1998. |  | Deportivo Aviación - Championnat du Pérou D2 (1) : - Champion : 2000. |  | Sport Coopsol - Championnat du Pérou D2 (1) : - Champion : 2003. |